# Console (architecture)
Pour les articles homonymes, voir Console.

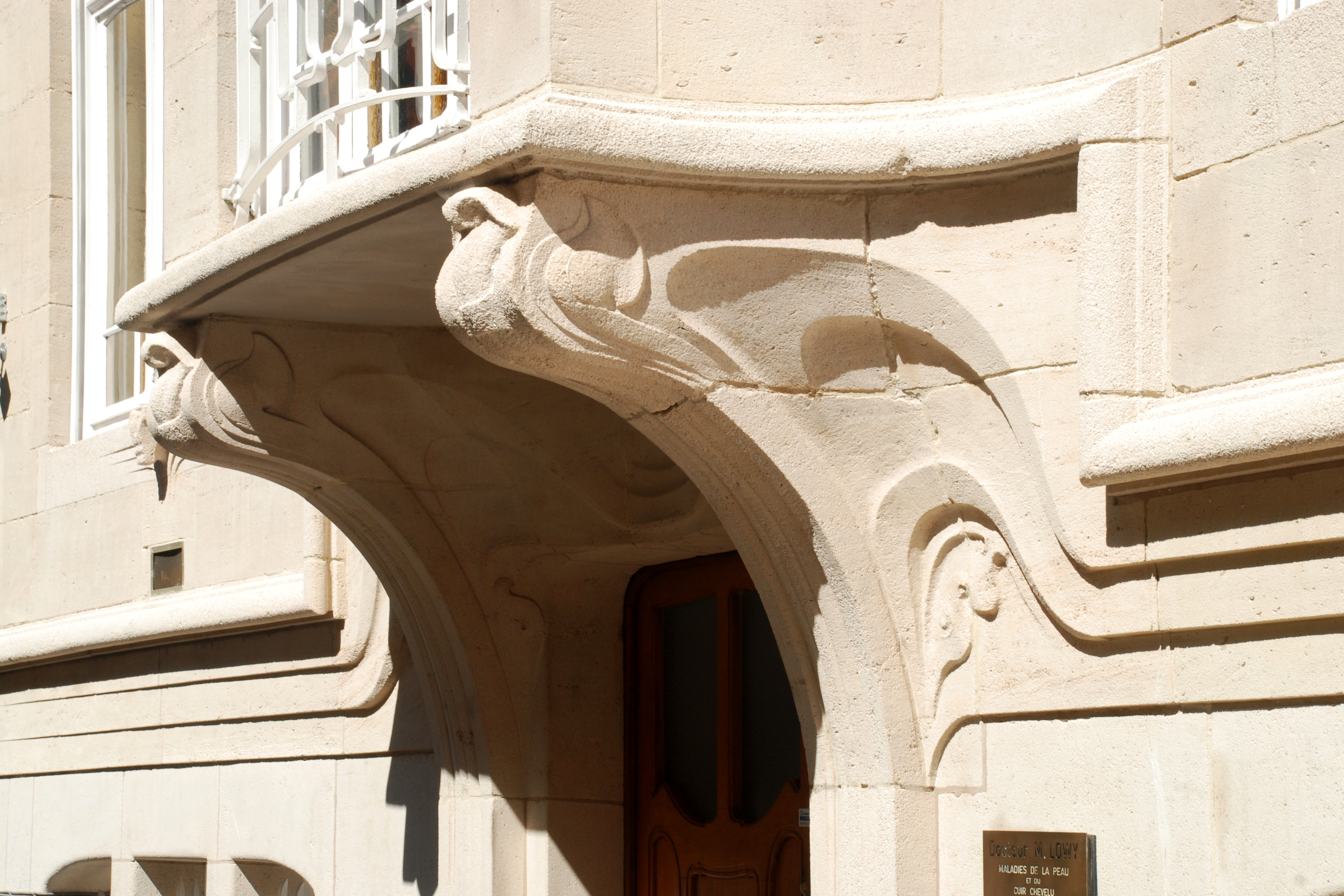
Consoles Art nouveau à Bruxelles
(architecte : Émile Lambot, rue Félix-Delhasse).

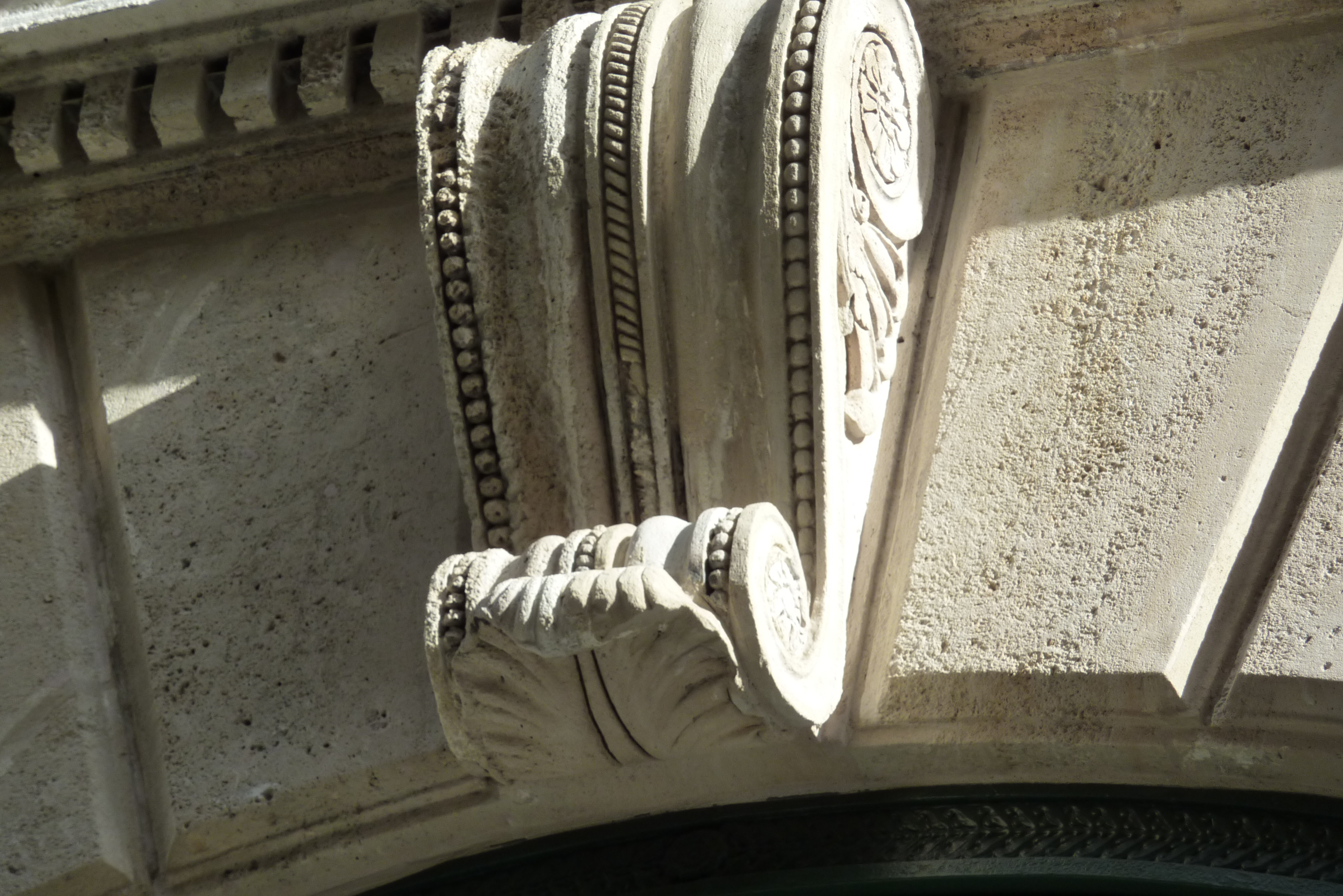
Console à clé d'arc, à enroulement rentrant et enroulement saillant à Paris.

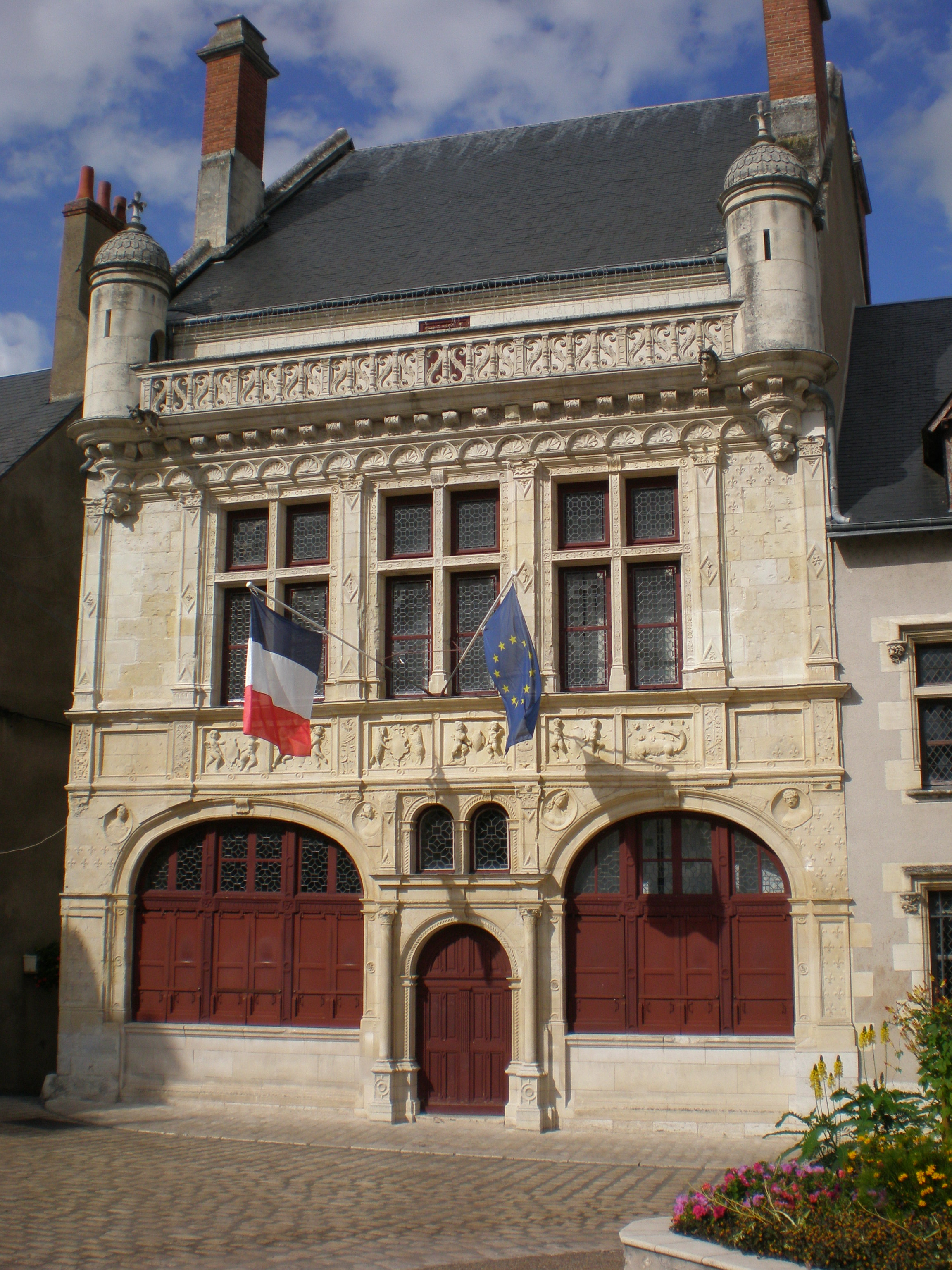
À la Renaissance, la console d'agrafe utilisée à la clef des arcs, apparaît aussi au-dessus des fenêtres et des portes (consoles dotant les ouvertures de la façade de l'hôtel de ville de Beaugency).

En architecture, une console est une pièce, généralement galbée en forme de « S », servant de support à un balcon ou à un élément en saillie par rapport à la façade.

## Description
La console est aussi un élément ornemental, sans fonction particulière, galbé en forme de « S » inversé, qui orne la clé d'arc. La partie non enroulée s'appelle la face. La console est parfois double, avec un effet de plissé sur un corps de moulures.
La face de la console est souvent ornée avec des imbrications, des glyphes ou des figures.   
La console se distingue du corbeau par ses dimensions plus grandes : elle est donc généralement constituée de plusieurs pierres, au contraire du corbeau et du modillon. Elle s'en distingue aussi par sa forme alors que le corbeau s'inscrit dans un parallélépipède. Le cul-de-lampe désigne le plus souvent une console qui affecte plus ou moins la forme d'un demi-cône et qui reçoit une ou plusieurs retombées d'arcatures.
Lorsqu'elle n'est pas purement ornementale, la console sert généralement à soutenir une structure « hors-œuvre » comme un oriel, un bow-window, une logette, un balcon ou une statue, alors que le corbeau et le modillon servent plutôt à soutenir un élément peu saillant comme une corniche, un linteau ou une poutre.
À son rôle de support s'ajoute souvent un rôle décoratif, ainsi la console peut être creusée de canaux, de cannelures, relevée de torsades, ou bien prendre une figure animale, comme celle du dauphin. Dans le style Régence et Louis XV, la console chavire, et s'accompagne d'ornements rocaille comme des fleurs, des guirlandes ou des coquilles fortement découpées.
La console à ressauts est composée de plusieurs consoles superposées (notamment supportant un mâchicoulis).
Dans l'architecture Art nouveau, les consoles sont typiquement ornées de motifs floraux ou de nervures sinueuses.

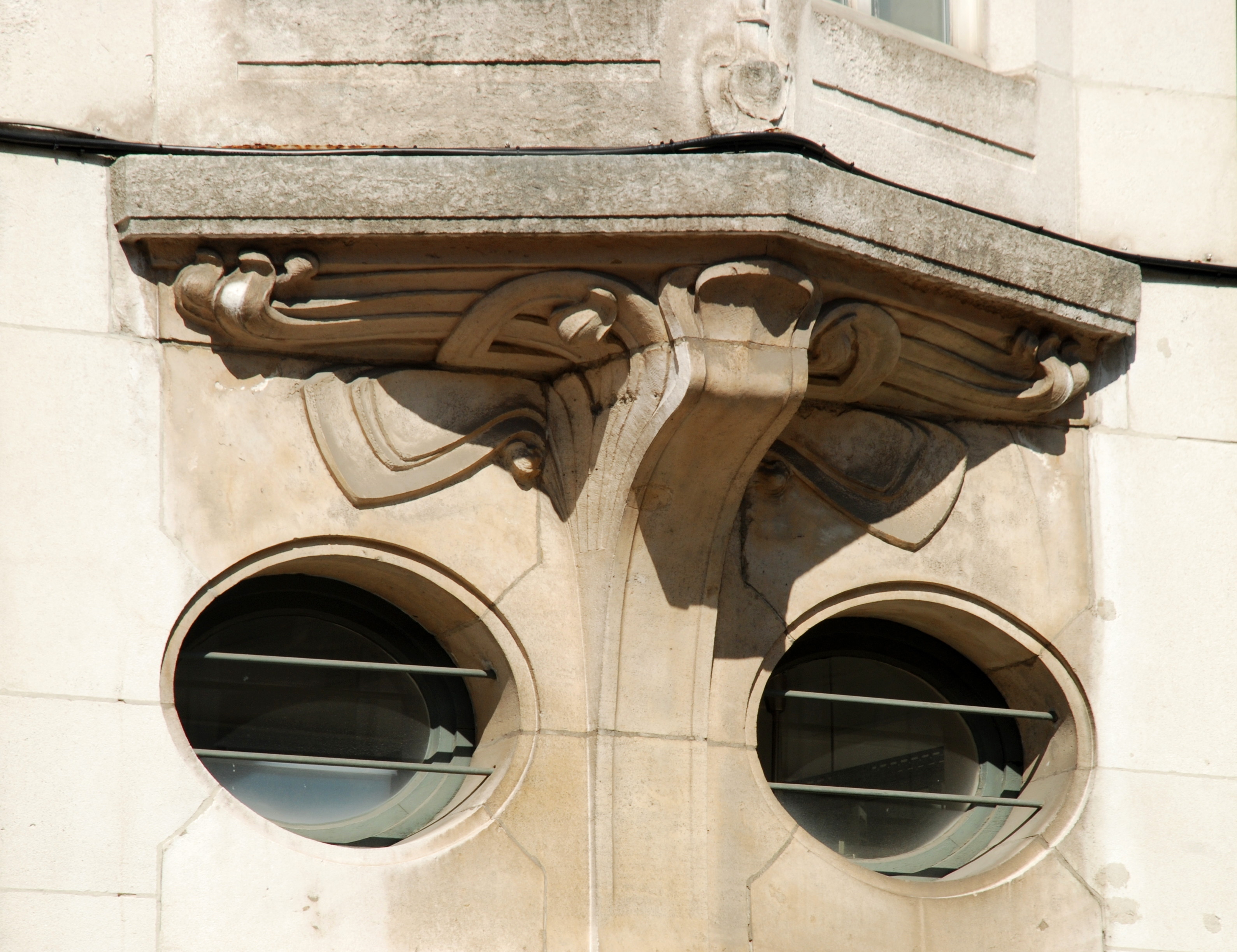
Console Art nouveau à Bruxelles, Anciens magasins Wolf (architecte : Louis Bral, rue du Canal).
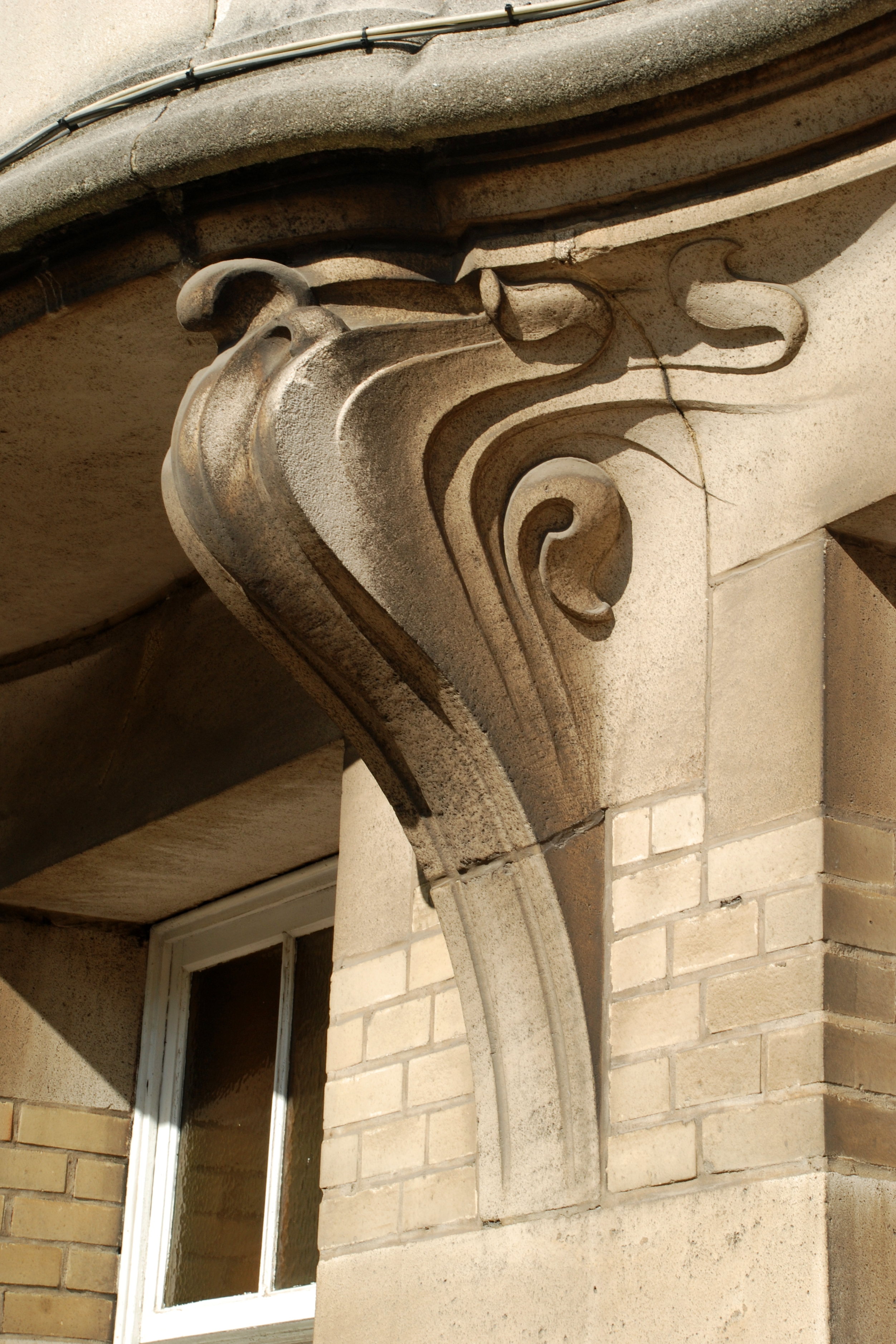
Console Art nouveau à Bruxelles (architecte : Émile Lambot, boulevard du Jubilé).
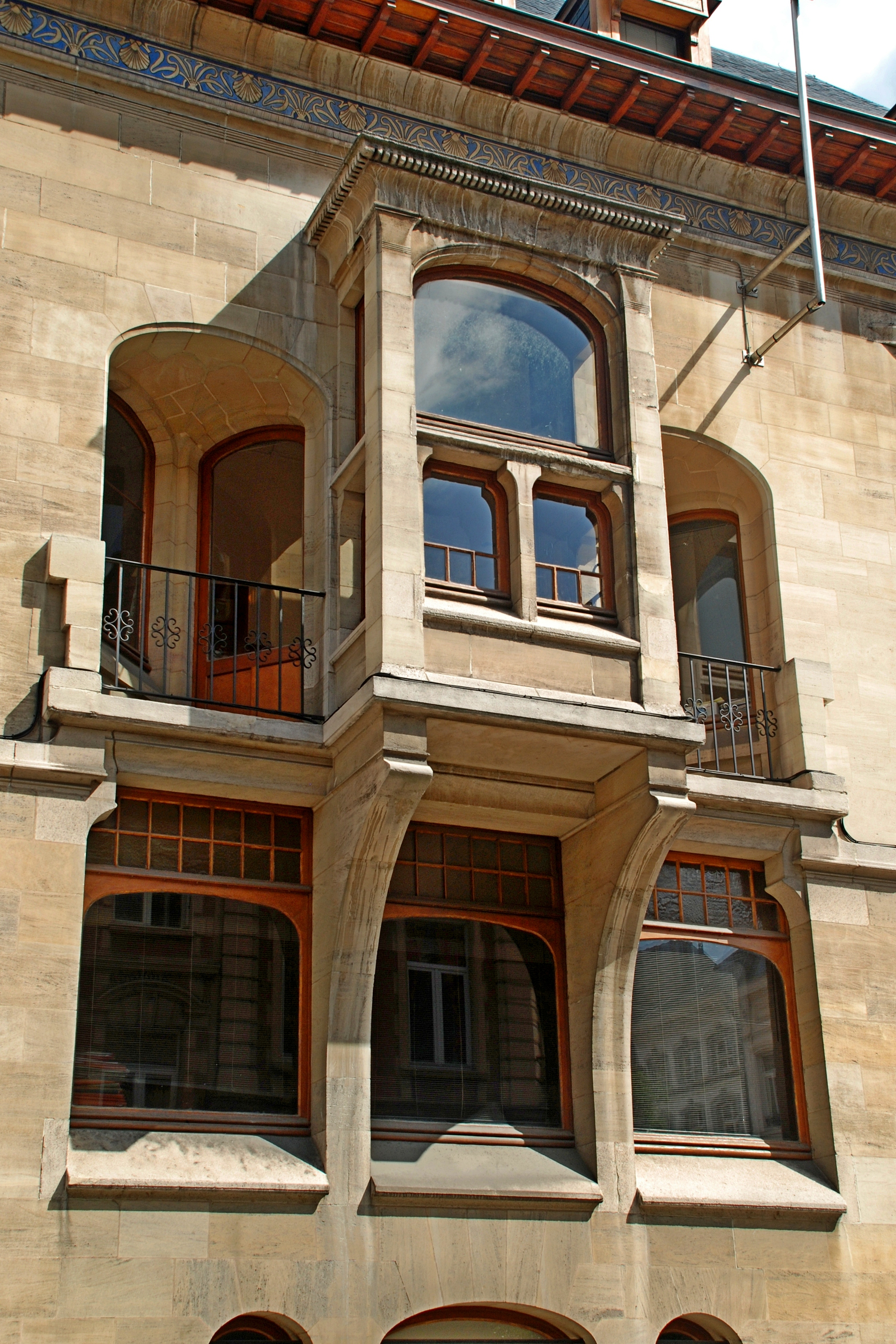
Consoles supportant une logette de l'hôtel Otlet à Bruxelles (architecte : Octave Van Rysselberghe).
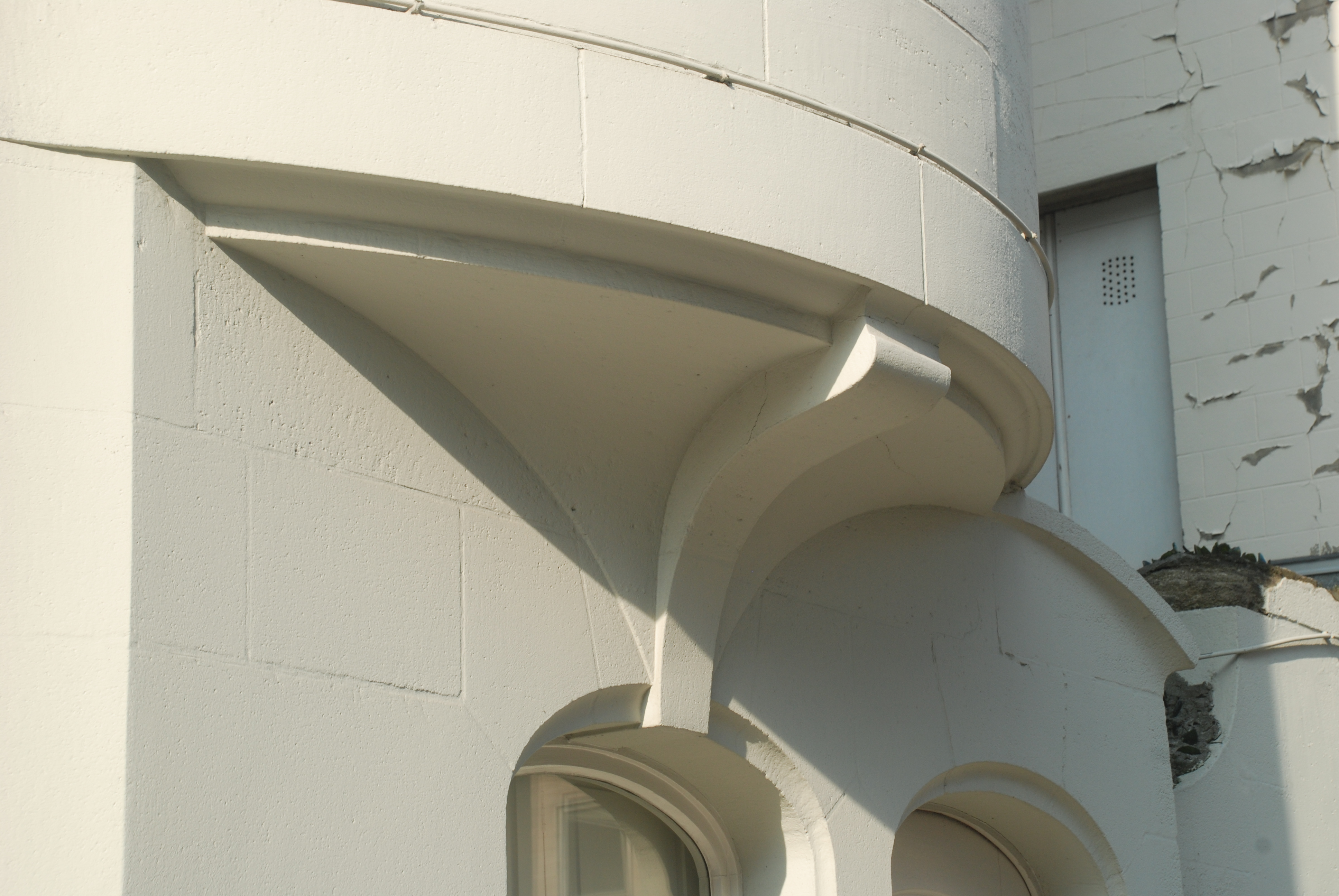
La console supportant la tour d'angle de la maison Van Rysselberghe à Bruxelles.

## Typologie
Dans son Dictionnaire raisonné d'architecture et des sciences et arts qui s'y rattachent publié en 1877, Ernest Bosc distingue les types de consoles suivants :
- la console arasée, dont les enroulements affleurent les côtés[6] ;
- la console plate, qui est en manière de corbeau ;
- la console en encorbellement, qui a des volutes à son sommet et à sa base ;
- la console renversée, dont la partie la plus saillante est en bas et qui sert d'adoucissement ;
- la console rampante, qui suit le mouvement d'un plan incliné ;
- la console-clef, qui remplit ces deux offices[7].

Louis Cloquet, quant à lui, en distingue surtout deux types dans son Traité d'architecture de 1898 :
- la console à talon, courbure que l'on observe de profil et dont les faces sont souvent ornées de cannelures avec des denticules (ou gouttes) pendant à son pied ;
- la console à volutes, qu'il décrit comme un « modillon renversé », avec la grosse volute occupant la partie saillante.

Cloquet affirme d'ailleurs que « cette dernière forme est défectueuse au point de vue esthétique ; elle constitue, comme expression, l'antithèse de la première. Le talon, se raccordant aux affleurements supérieurs et inférieurs suivant une direction verticale, est essentiellement une forme de support. Au contraire, la double volute de la console classique offre un tracé tangentiel aux lignes d'aplomb et de saillie, et fait l'effet d'une chose accrochée à la construction, portée par elle, plutôt que d'un membre qui soutient une saillie ».